# Alhambra (película de 1940)
Alhambra es una comedia española dirigida por Antonio Graciani en el año 1936 en Barcelona y estrenada en el año 1940. Como título alternativo aparece como “El suspiro del moro”. B/N.

## Argumento
Basada en el mismo argumento de Luís Fernández de Sevilla que Alhambra, pero dirigida en clave de comedia, en lugar de melodrama, como la versión posterior de 1950: la Marquesita y el descendiente de Boabdil el Chico que no llegan a cimentar su romance, transcurrido en la bella Alhambra debido a los prejuicios de su entorno. El joven enamorado vuelve a Tetuán a suspirar por su amor (de ahí el título alternativo, ‘El suspiro del moro’)